# Hippopedon
Hippopedon is een geslacht van rechtvleugeligen uit de familie veldsprinkhanen (Acrididae). De wetenschappelijke naam van dit geslacht is voor het eerst geldig gepubliceerd in 1861 door Saussure.

## Soorten
Het geslacht Hippopedon omvat de volgende soorten:
- Hippopedon capito Stål, 1873
- Hippopedon gracilipes Caudell, 1905
- Hippopedon saltator Saussure, 1861